# Ballyfermot
Ballyfermot est une banlieue de Dublin, Irlande.

## Géographie
Elle se situe à 7 kilomètres de Dublin, au sud de Phoenix Park.

## Personnalités
- Mary Byrne